# Нідерланди на літніх Олімпійських іграх 2016
Нідерланди на літніх Олімпійських іграх 2016 була представлена 242 спортсменами в 21 виді спорту.

## Медалісти
| Медаль | Спортсмени | Вид спорту            | Дисципліна                         | Дата      |
| ------ | --- | --------------------- | ---------------------------------- | --------- |
| Золото | Анна ван дер Брегген | Велоспорт             | групова шосейна гонка (жінки)      | 7 серпня  |
| Золото | Майке Гед Ілсе Пауліс | Академічне веслування | парні двійки, легка вага (жінки)   | 12 серпня |
| Золото | Еліс Лігтле | Велоспорт             | кейрін (жінки)                     | 13 серпня |
| Золото | Доріан ван Рейссельберге | Вітрильний спорт      | RS:X (чоловіки)                    | 14 серпня |
| Золото | Шарон ван Раувендал | Плавання              | марафон 10 кілометрів (жінки)      | 15 серпня |
| Золото | Санне Веверс | Гімнастика            | колода (жінки)                     | 15 серпня |
| Золото | Феррі Вертман | Плавання              | марафон 10 кілометрів (чоловіки)   | 16 серпня |
| Золото | Маріт Боувместер | Вітрильний спорт      | Лазер радіал (жінки)               | 16 серпня |
| Срібло | Том Дюмулен | Велоспорт             | роздільна шосейна гонка (чоловіки) | 10 серпня |
| Срібло | Шанталь Ахтерберг Ніколь Беукерс Інге Янссен Карліне Боу | Академічне веслування | парні четвірки (жінки)             | 11 серпня |
| Срібло | Маттейс Бюхлі | Велоспорт             | кейрін (чоловіки)                  | 16 серпня |
| Срібло | Дафне Схіпперс | Легка атлетика        | біг на 200 м (жінки)               | 17 серпня |
| Срібло | Єлле ван Горком | Велоспорт             | BMX (чоловіки)                     | 19 серпня |
| Срібло | Жіноча збірна Нідерландів із хокею на траві Наомі ван Ас Віллемейн Бос Карлін Дірксе ван дер Гевел Марго ван Геффен Ева де Гуде Еллен Гог Келлі Йонкер Марлус Кітелс Лаурін Льорінк Кая ван Масаккер Кітті ван Мале Мартьє Паумен Джойс Сомбрук Марія Вершор Ксан де Ваард Лідевей Велтен | Хокей на траві        | жінки                              | 19 серпня |
| Срібло | Ноукха Фонтейн | Бокс                  | до 75 кг (жінки)                   | 21 серпня |
| Бронза | Аніка ван Емден | Дзюдо                 | до 63 кг (жінки)                   | 9 серпня  |
| Бронза | Анна ван дер Брегген | Велоспорт             | роздільна шосейна гонка (жінки)    | 10 серпня |
| Бронза | Кай Гендрікс Роберт Люккен Боаз Мейлінк Будевейн Реель Олів'є Зігелар Дірк Уттенбогаард Мехіл Верслейс Тоні Вітен Петер Вірсум | Академічне веслування | вісімки (чоловіки)                 | 13 серпня |
| Бронза | Александер Броувер Роберт Меувсен | Волейбол              | пляжний (чоловіки)                 | 18 серпня |

## Спортсмени
| Дисципліна            | Чоловіки | Жінки | Разом |
| --------------------- | -------- | ----- | ----- |
| Академічне веслування | 19       | 17    | 36    |
| Бадмінтон             | 1        | 2     | 3     |
| Бокс                  | 2        | 1     | 3     |
| Боротьба              | 0        | 1     | 1     |
| Велоспорт             | 17       | 9     | 26    |
| Вітрильний спорт      | 4        | 7     | 11    |
| Волейбол              | 4        | 16    | 20    |
| Гандбол               | 0        | 14    | 14    |
| Гольф                 | 1        | 0     | 1     |
| Гімнастика            | 5        | 5     | 10    |
| Дзюдо                 | 6        | 5     | 11    |
| Кінний спорт          | 9        | 3     | 12    |
| Легка атлетика        | 11       | 21    | 32    |
| Настільний теніс      | 0        | 3     | 3     |
| Стрільба з лука       | 3        | 0     | 3     |
| Стрибки у воду        | 0        | 1     | 1     |
| Плавання              | 7        | 10    | 17    |
| Теніс                 | 2        | 1     | 3     |
| Тхеквондо             | 0        | 1     | 1     |
| Тріатлон              | 0        | 1     | 1     |
| Фехтування            | 1        | 0     | 1     |
| Хокей на траві        | 16       | 16    | 32    |
| Разом                 | 107      | 135   | 242   |

## Стрільба з лука
| Спортсмен                                      | Дисципліна                        | Попередній раунд | Попередній раунд | 1/32 фіналу          | 1/16 фіналу        | 1/8 фіналу          | Чвертьфінали               | Півфінали            | Фінал / БМ          | Фінал / БМ      |
| Спортсмен                                      | Дисципліна                        | Результат        | Сіяний           | Суперник Результат   | Суперник Результат | Суперник Результат  | Суперник Результат         | Суперник Результат   | Суперник Результат  | Місце           |
| ---------------------------------------------- | --------------------------------- | ---------------- | ---------------- | -------------------- | ------------------ | ------------------- | -------------------------- | -------------------- | ------------------- | --------------- |
| Шеф ван дер Берг                               | індивідуальна першість (чоловіки) | 684              | 4                | Jensen (TGA) W 7–3   | Газоз (TUR) W 7–3  | Сото (CHI) W 6*–5   | Lee S-y (KOR) W 6–4        | Валладон (FRA) L 3–7 | Еллісон (USA) L 2–6 | 4               |
| Мітч Ділеманс                                  | індивідуальна першість (чоловіки) | 634              | 58               | Фурукава (JPN) L 1–7 | Завершив виступ    | Завершив виступ     | Завершив виступ            | Завершив виступ      | Завершив виступ     | Завершив виступ |
| Рік ван дер Вен                                | індивідуальна першість (чоловіки) | 663              | 27               | Гьюстон (GBR) L 4–6  | Завершив виступ    | Завершив виступ     | Завершив виступ            | Завершив виступ      | Завершив виступ     | Завершив виступ |
| Шеф ван дер Берг Мітч Ділеманс Рік ван дер Вен | командна першість (чоловіки)      | 1981             | 9                | Н/Д                  | Н/Д                | Іспанія (ESP) W 5–1 | Південна Корея (KOR) L 0–6 | Завершив виступ      | Завершив виступ     | Завершив виступ |

## Легка атлетика
Легенда
- Note – для трекових дисциплін місце вказане лише для забігу, в якому взяв участь спортсмен
- Q = пройшов у наступне коло напряму
- q = пройшов у наступне коло за добором (для трекових дисциплін - найшвидші часи серед тих, хто не пройшов напряму; для технічних дисциплін - увійшов до визначеної кількості фіналістів за місцем якщо напряму пройшло менше спортсменів, ніж визначена кількість)
- NR = Національний рекорд
- N/A = Коло відсутнє у цій дисципліні
- Bye = спортсменові не потрібно змагатися у цьому колі
- NM = жодної успішної спроби

Трекові і шосейні дисципліни
Чоловіки
| Спортсмен                                                                                      | Дисципліна | Попередній забіг | Попередній забіг | Чвертьфінал | Чвертьфінал | Півфінал        | Півфінал        | Фінал           | Фінал           |
| Спортсмен                                                                                      | Дисципліна | Результат        | Місце            | Результат   | Місце       | Результат       | Місце           | Результат       | Місце           |
| ---------------------------------------------------------------------------------------------- | ---------- | ---------------- | ---------------- | ----------- | ----------- | --------------- | --------------- | --------------- | --------------- |
| Соломон Бокарі                                                                                 | 100 м      | Bye              | Bye              | 10.36       | =5          | Завершив виступ | Завершив виступ | Завершив виступ | Завершив виступ |
| Чуранді Мартіна                                                                                | 100 м      | Bye              | Bye              | 10.22       | 5           | Завершив виступ | Завершив виступ | Завершив виступ | Завершив виступ |
| Соломон Бокарі                                                                                 | 200 м      | 20.42            | 3                | Н/Д         | Н/Д         | Завершив виступ | Завершив виступ | Завершив виступ | Завершив виступ |
| Чуранді Мартіна                                                                                | 200 м      | 20.29            | 2 Q              | Н/Д         | Н/Д         | 20.10           | 2 Q             | 20.13           | 5               |
| Лімарвін Боневасья                                                                             | 400 м      | 45.49            | 3 Q              | Н/Д         | Н/Д         | 45.03           | 7               | Завершив виступ | Завершив виступ |
| Соломон Бокарі Джованні Кодрінгтон Dimitri Juliet* Чуранді Мартіна Хенслі Пауліна Joren Tromp* | 4×100 м    | 38.53            | 8                | Н/Д         | Н/Д         | Н/Д             | Н/Д             | Завершив виступ | Завершив виступ |
| Абді Нагейє                                                                                    | Марафон    | Н/Д              | Н/Д              | Н/Д         | Н/Д         | Н/Д             | Н/Д             | 2:13:01         | 11              |

Жінки
| Спортсменка                                                                                  | Дисципліна        | Попередній забіг | Попередній забіг | Чвертьфінал | Чвертьфінал | Півфінал         | Півфінал         | Фінал            | Фінал            |
| Спортсменка                                                                                  | Дисципліна        | Результат        | Місце            | Результат   | Місце       | Результат        | Місце            | Результат        | Місце            |
| -------------------------------------------------------------------------------------------- | ----------------- | ---------------- | ---------------- | ----------- | ----------- | ---------------- | ---------------- | ---------------- | ---------------- |
| Дафне Схіперс                                                                                | 100 м             | Bye              | Bye              | 11.16       | 1 Q         | 10.90            | 2 Q              | 10.90            | 5                |
| Джаміль Самюель                                                                              | 200 м             | 23.04            | 3                | Н/Д         | Н/Д         | Завершила виступ | Завершила виступ | Завершила виступ | Завершила виступ |
| Тесса ван Схаген                                                                             | 200 м             | 23.41            | 4                | Н/Д         | Н/Д         | Завершила виступ | Завершила виступ | Завершила виступ | Завершила виступ |
| Дафне Схіперс                                                                                | 200 м             | 22.51            | 1 Q              | Н/Д         | Н/Д         | 21.96            | 1 Q              | 21.88 SB         | 2                |
| Сіфан Гассан                                                                                 | 800 м             | 2:00.27          | 5                | Н/Д         | Н/Д         | Did not avance   | Did not avance   | Did not avance   | Did not avance   |
| Сіфан Гассан                                                                                 | 1500 м            | 4:06.64          | 1 Q              | Н/Д         | Н/Д         | 4:03.62          | 2 Q              | 4:11.23          | 5                |
| Морін Костер                                                                                 | 1500 м            | 4:13.15          | 8                | Н/Д         | Н/Д         | Завершила виступ | Завершила виступ | Завершила виступ | Завершила виступ |
| Морін Костер                                                                                 | 5000 м            | DNS              | DNS              | Н/Д         | Н/Д         | Н/Д              | Н/Д              | Завершила виступ | Завершила виступ |
| Сьюзен Кейкен                                                                                | 5000 м            | 15:19.96         | 5 Q              | Н/Д         | Н/Д         | Н/Д              | Н/Д              | 15:00.69         | 8                |
| Сьюзен Кейкен                                                                                | 10000 м           | Н/Д              | Н/Д              | Н/Д         | Н/Д         | Н/Д              | Н/Д              | 31:32.43         | 14               |
| Йіп Вастенбург                                                                               | 10000 м           | Н/Д              | Н/Д              | Н/Д         | Н/Д         | Н/Д              | Н/Д              | 32:08.92         | 28               |
| Надін Віссер                                                                                 | 100 м з бар'єрами | 13.07            | 4                | Н/Д         | Н/Д         | Завершила виступ | Завершила виступ | Завершила виступ | Завершила виступ |
| Marije van Hunenstijn* Tasa Jiya* Джаміль Самюель Тесса ван Схаген Дафне Схіперс Наомі Седні | 4×100 м           | 42.88            | 6                | Н/Д         | Н/Д         | Н/Д              | Н/Д              | Завершила виступ | Завершила виступ |
| Надіє Гафур* Ева Говенкамп Нікі ван Леуверен Лаура де Вітте Лісанне де Вітте                 | 4×400 м           | 3:26.98          | 6                | Н/Д         | Н/Д         | Н/Д              | Н/Д              | Завершила виступ | Завершила виступ |
| Андреа Деелстра                                                                              | Марафон           | Н/Д              | Н/Д              | Н/Д         | Н/Д         | Н/Д              | Н/Д              | 2:40:49          | 60               |

Технічні дисципліни
| Спортсмен         | Дисципліна                   | Кваліфікація       | Кваліфікація | Фінал              | Фінал            |
| Спортсмен         | Дисципліна                   | Результат у метрах | Місце        | Результат у метрах | Місце            |
| ----------------- | ---------------------------- | ------------------ | ------------ | ------------------ | ---------------- |
| Фабіан Флоран     | потрійний стрибок (чоловіки) | 16.51              | 22           | Завершив виступ    | Завершив виступ  |
| Фемке Плюм        | стрибки з жердиною (жінки)   | 4.15               | =29          | Завершила виступ   | Завершила виступ |
| Мелісса Бекельман | штовхання ядра (жінки)       | 17.69              | 15           | Завершила виступ   | Завершила виступ |

Комбіновані дисципліни – десятиборство (чоловіки)
| Спортсмен         | Дисципліна | 100 m | СД   | ШЯ    | HJ   | 400 m | 110Б | МД | СЖ | МС | 1500 m | Final | Місце |
| ----------------- | ---------- | ----- | ---- | ----- | ---- | ----- | ---- | -- | -- | -- | ------ | ----- | ----- |
| Пітер Браун       | Результат  | 11.03 | 7.55 | 13.90 | 1.95 | DNS   | —    | —  | —  | —  | —      | DNF   | DNF   |
| Пітер Браун       | Очки       | 854   | 947  | 722   | 758  | 0     | —    | —  | —  | —  | —      | DNF   | DNF   |
| Еелко Сінтніколас | Результат  | 10.87 | DNS  | —     | —    | —     | —    | —  | —  | —  | —      | DNF   | DNF   |
| Еелко Сінтніколас | Очки       | 890   | 0    | —     | —    | —     | —    | —  | —  | —  | —      | DNF   | DNF   |

Комбіновані дисципліни – семиборство (жінки)
| Спортсмен      | Дисципліна | 100Б  | HJ   | ШЯ    | 200 m | СД   | МС    | 800 m   | Final | Місце |
| -------------- | ---------- | ----- | ---- | ----- | ----- | ---- | ----- | ------- | ----- | ----- |
| Надіне Брурсен | Результат  | 13.56 | 1.77 | 14.04 | 24.94 | 6.15 | 50.80 | 2:17.55 | 6300  | 13    |
| Надіне Брурсен | Очки       | 1041  | 941  | 797   | 892   | 896  | 876   | 857     | 6300  | 13    |
| Анук Веттер    | Результат  | 13.47 | 1.77 | 14.78 | 23.93 | 6.10 | 48.42 | 2:17.71 | 6394  | 10    |
| Анук Веттер    | Очки       | 1055  | 941  | 846   | 987   | 880  | 830   | 855     | 6394  | 10    |
| Надін Віссер   | Результат  | 13.02 | 1.68 | 12.84 | 24.34 | 6.35 | 42.48 | 2:14.47 | 6190  | 19    |
| Надін Віссер   | Очки       | 1121  | 830  | 717   | 948   | 959  | 715   | 900     | 6190  | 19    |

## Бадмінтон
| Спортсмен               | Дисципліна             | Груповий етап                                        | Груповий етап                                  | Груповий етап                           | Груповий етап | Чвертьфінал                                     | Півфінал           | Фінал / БМ         | Фінал / БМ       |                  |
| Спортсмен               | Дисципліна             | Суперник Результат                                   | Суперник Результат                             | Суперник Результат                      | Місце         | Суперник Результат                              | Суперник Результат | Суперник Результат | Місце            |                  |
| ----------------------- | ---------------------- | ---------------------------------------------------- | ---------------------------------------------- | --------------------------------------- | ------------- | ----------------------------------------------- | ------------------ | ------------------ | ---------------- | ---------------- |
| Еф'є Мускенс Селена Пік | Парний розряд (жінки)  | Супаджиракул / Таераттаначхаї (THA) W (21–13, 22–20) | Гутта / Поннаппа (IND) W (21–16, 16–21, 21–17) | Місакі / Такахасі (JPN) L (9–21, 11–21) | 2 Q           | Чон Г И / Сін С Ч (KOR) L (13–21, 22–20, 14–21) | Завершила виступ   | Завершила виступ   | Завершила виступ | Завершила виступ |
| Якко Арендс Селена Пік  | Змішаний парний розряд | Кадзуно / Аяне (JPN) L (14–21, 19–21)                | Ко С Х / Кім Х Н (KOR) L (10–21, 10–21)        | Чу / Субанді (USA) W (21–15, 21–19)     | 3             | Завершив виступ                                 | Завершив виступ    | Завершив виступ    | Завершив виступ  |                  |

## Бокс
| Спортсмен        | Категорія           | 1/16 фіналу           | 1/8 фіналу             | Чвертьфінали        | Півфінали          | Фінал              | Фінал           |
| Спортсмен        | Категорія           | Суперник Результат    | Суперник Результат     | Суперник Результат  | Суперник Результат | Суперник Результат | Місце           |
| ---------------- | ------------------- | --------------------- | ---------------------- | ------------------- | ------------------ | ------------------ | --------------- |
| Енріко Лакрус    | до 60 кг (чоловіки) | Lai C-e (TPE) W 2–1   | Отгондалай (MGL) L 1–2 | Завершив виступ     | Завершив виступ    | Завершив виступ    | Завершив виступ |
| Петер Мюлленберг | до 81 кг (чоловіки) | Рузбахані (IRI) W 3–0 | Маммадов (AZE) L 0–3   | Завершив виступ     | Завершив виступ    | Завершив виступ    | Завершив виступ |
| Нушка Фонтейн    | до 75 кг (жінки)    | Н/Д                   | Bye                    | Маршалл (GBR) W 2–0 | Li Q (CHN) W 2–1   | Шилдс (USA) L 0–3  | 2               |

## Велоспорт

### Шосе
Чоловіки
| Спортсмен        | Дисципліна      | Час           | Місце         |
| ---------------- | --------------- | ------------- | ------------- |
| Том Дюмулен      | Групова гонка   | Не фінішував  | Не фінішував  |
| Том Дюмулен      | Роздільна гонка | 1:13:02.83    | 2             |
| Стівен Крейсвейк | Групова гонка   | 6:22:23       | 39            |
| Бауке Моллема    | Групова гонка   | 6:13:36       | 17            |
| Ваут Пулс        | Групова гонка   | Не фінішував  | Не фінішував  |
| Ваут Пулс        | Роздільна гонка | Did not start | Did not start |

Жінки
| Спортсменка          | Дисципліна      | Час           | Місце         |
| -------------------- | --------------- | ------------- | ------------- |
| Анна ван дер Брегген | Групова гонка   | 3:51:27       | 1             |
| Анна ван дер Брегген | Роздільна гонка | 44:37.80      | 3             |
| Еллен ван Дайк       | Групова гонка   | 3:56:34       | 21            |
| Еллен ван Дайк       | Роздільна гонка | 44:48.74      | 4             |
| Аннемік ван Влетен   | Групова гонка   | Не фінішувала | Не фінішувала |
| Маріанне Вос         | Групова гонка   | 3:52:41       | 9             |

### Трек
Спринт
| Спортсмен          | Дисципліна        | Кваліфікація           | Кваліфікація | Раунд 1                         | Втішний поєдинок 1           | Раунд 2                           | Втішний поєдинок 2          | Чвертьфінали                     | Півфінали          | Фінал                                                   | Фінал           |
| Спортсмен          | Дисципліна        | Час Швидкість (км/год) | Місце        | Суперник Час Швидкість (км/год) | Суперник Результат           | Суперник Результат                | Суперник Результат          | Суперник Результат               | Суперник Результат | Суперник Результат                                      | Місце           |
| ------------------ | ----------------- | ---------------------- | ------------ | ------------------------------- | ---------------------------- | --------------------------------- | --------------------------- | -------------------------------- | ------------------ | ------------------------------------------------------- | --------------- |
| Тео Бос            | спринт (чоловіки) | 10.140 71.005          | 21           | Завершив виступ                 | Завершив виступ              | Завершив виступ                   | Завершив виступ             | Завершив виступ                  | Завершив виступ    | Завершив виступ                                         | Завершив виступ |
| Джефрі Гогланд     | спринт (чоловіки) | 9.837 73.193           | 8 Q          | Первіс (FRA) W 10.181 70.719    | Bye                          | Боже (FRA) L                      | Констебл (AUS) Леві (GER) L | Завершив виступ                  | Завершив виступ    | 9th place final Леві (GER) Вебстер (NZL) Puerta (COL) L | 11              |
| Еліс Лігтле        | спринт (жінки)    | 10.803 66.648          | 4 Q          | Цзіньцзє (CHN) W 11.425 63.019  | Bye                          | Krupeckaitė (LTU) W 11.360 63.380 | Bye                         | Войнова (RUS) W 11.405, W 11.391 | Джеймс (GBR) L, L  | Марчант (GBR) L, L                                      | 4               |
| Лауріне ван Ріссен | спринт (жінки)    | 11.023 65.317          | 13 Q         | Фоґель (GER) L                  | Мірс (AUS) Ісмаїлова (AZE) L | Завершив виступ                   | Завершив виступ             | Завершив виступ                  | Завершив виступ    | Завершив виступ                                         | Завершив виступ |

Командна першість sprint
| Спортсмен                                                    | Дисципліна                  | Кваліфікація           | Кваліфікація | Півфінали                       | Півфінали | Фінал                           | Фінал            |
| Спортсмен                                                    | Дисципліна                  | Час Швидкість (км/год) | Місце        | Суперник Час Швидкість (км/год) | Місце     | Суперник Час Швидкість (км/год) | Місце            |
| ------------------------------------------------------------ | --------------------------- | ---------------------- | ------------ | ------------------------------- | --------- | ------------------------------- | ---------------- |
| Тео Бос Маттейс Бюхлі* Джефрі Гогланд Нільс ван 'т Гундердал | командний спринт (чоловіки) | 43.688 61.801          | 6 Q          | Австралія (AUS) L 43.552 61.994 | 6         | Завершив виступ                 | Завершив виступ  |
| Еліс Лігтле Лауріне ван Ріссен                               | командний спринт (жінки)    | 33.189 54.234          | 5 Q          | Австралія (AUS) L 32.792 54.891 | 5         | Завершила виступ                | Завершила виступ |

Переслідування
| Спортсмен                                                                              | Дисципліна                               | Кваліфікація | Кваліфікація | Півфінали           | Півфінали       | Фінал               | Фінал           |
| Спортсмен                                                                              | Дисципліна                               | Час          | Місце        | Opponent Результати | Місце           | Opponent Результати | Місце           |
| -------------------------------------------------------------------------------------- | ---------------------------------------- | ------------ | ------------ | ------------------- | --------------- | ------------------- | --------------- |
| Йост ван дер Бург Нільс ван 'т Гундердал* Жан-Віллем ван Схіп Вім Струтінга Тім Вельдт | командна гонка переслідування (чоловіки) | DNF          | DNF          | Завершив виступ     | Завершив виступ | Завершив виступ     | Завершив виступ |

Кейрін
| Спортсмен          | Дисципліна        | Перший раунд | Втішний поєдинок | Другий раунд    | Final           |
| Спортсмен          | Дисципліна        | Місце        | Місце            | Місце           | Місце           |
| ------------------ | ----------------- | ------------ | ---------------- | --------------- | --------------- |
| Тео Бос            | Кейрін (чоловіки) | 3 R          | 3                | Завершив виступ | Завершив виступ |
| Маттейс Бюхлі      | Кейрін (чоловіки) | 2 Q          | Bye              | 2 Q             | 2               |
| Еліс Лігтле        | кейрін (жінки)    | 1 Q          | Bye              | 2 Q             | 1               |
| Лауріне ван Ріссен | кейрін (жінки)    | 4 R          | 1 Q              | 4               | 9               |

Омніум
| Спортсмен    | Дисципліна        | Скретч | Скретч | Індивідуальна гонка переслідування | Індивідуальна гонка переслідування | Індивідуальна гонка переслідування | Гонка на вибування | Гонка на вибування | Гіт з місця на 1 км | Гіт з місця на 1 км | Гіт з місця на 1 км | Гіт з ходу на 250 м | Гіт з ходу на 250 м | Гіт з ходу на 250 м | Гонка за очками | Гонка за очками | Загалом очок | Місце |
| Спортсмен    | Дисципліна        | Місце  | Очки   | Час                                | Місце                              | Очки                               | Місце              | Очки               | Час                 | Місце               | Очки                | Час                 | Місце               | Очки                | Очки            | Місце           | Загалом очок | Місце |
| ------------ | ----------------- | ------ | ------ | ---------------------------------- | ---------------------------------- | ---------------------------------- | ------------------ | ------------------ | ------------------- | ------------------- | ------------------- | ------------------- | ------------------- | ------------------- | --------------- | --------------- | ------------ | ----- |
| Тім Вельдт   | омніум (чоловіки) | 16     | 10     | 4:22.856                           | 7                                  | 28                                 | 16                 | 10                 | 1:03.464            | 7                   | 28                  | 13.170              | 7                   | 28                  | 7               | 7               | 111          | 9     |
| Кірстен Вілд | омніум (жінки)    | 9      | 24     | 3:31.941                           | 5                                  | 32                                 | 4                  | 34                 | 36.562              | 13                  | 16                  | 14.023              | 4                   | 34                  | 43              | 5               | 183          | 6     |

### Маунтінбайк
| Спортсмен      | Дисципліна             | Час     | Місце |
| -------------- | ---------------------- | ------- | ----- |
| Руді ван Хоутс | маунтінбайк (чоловіки) | DNF     | DNF   |
| Анне Терпстра  | маунтінбайк (жінки)    | 1:36:33 | 15    |

### BMX
| Спортсмен        | Дисципліна     | Кваліфікація | Кваліфікація | Чвертьфінал | Чвертьфінал | Півфінал | Півфінал | Фінал            | Фінал            |
| Спортсмен        | Дисципліна     | Результат    | Місце        | Очки        | Місце       | Очки     | Місце    | Результат        | Місце            |
| ---------------- | -------------- | ------------ | ------------ | ----------- | ----------- | -------- | -------- | ---------------- | ---------------- |
| Тван ван Гендт   | BMX (чоловіки) | 34.93        | 6            | 10          | 3 Q         | 15       | 5        | Завершив виступ  | Завершив виступ  |
| Єлле ван Горком  | BMX (чоловіки) | 35.41        | 17           | 6           | 1 Q         | 11       | 2 Q      | 35.31            | 2                |
| Нік Кімманн      | BMX (чоловіки) | 35.07        | 8            | 14          | 4 Q         | 12       | 3 Q      | 36.57            | 7                |
| Мерле ван Бентем | BMX (жінки)    | 35.64        | 9            | Н/Д         | Н/Д         | 21       | 8        | Завершила виступ | Завершила виступ |
| Лаура Смулдерс   | BMX (жінки)    | 35.11        | 3            | Н/Д         | Н/Д         | 4        | 1 Q      | 1:52.23          | 7                |

## Стрибки у воду
| Спортсмен   | Дисципліна                | Попередні змагання | Попередні змагання | Півфінали | Півфінали | Фінал            | Фінал            |
| Спортсмен   | Дисципліна                | Очки               | Місце              | Очки      | Місце     | Очки             | Місце            |
| ----------- | ------------------------- | ------------------ | ------------------ | --------- | --------- | ---------------- | ---------------- |
| Уші Фрайтаг | трамплін, 3 метри (жінки) | 317.10             | 11 Q               | 298.95    | 14        | Завершила виступ | Завершила виступ |

## Кінний спорт

### Виїздка
| Спортсмен                                                                 | Кінь      | Дисципліна    | Grand Prix | Grand Prix | Grand Prix Special | Grand Prix Special | Grand Prix Freestyle | Grand Prix Freestyle | Загалом   | Загалом |
| Спортсмен                                                                 | Кінь      | Дисципліна    | Результат  | Місце      | Результат          | Місце              | Результат            | Місце                | Результат | Місце   |
| ------------------------------------------------------------------------- | --------- | ------------- | ---------- | ---------- | ------------------ | ------------------ | -------------------- | -------------------- | --------- | ------- |
| Аделінде Корнеліссен                                                      | Parzival  | Індивідуальні | Retired    | Retired    | Завершив виступ    | Завершив виступ    | Завершив виступ      | Завершив виступ      | DNF       | DNF     |
| Едвард Гал                                                                | Voice     | Індивідуальні | 75.271     | 16 Q       | 73.655             | 20                 | Завершив виступ      | Завершив виступ      | 73.655    | 20      |
| Ганс Петер Міндергауд                                                     | Johnson   | Індивідуальні | 76.957     | 9 Q        | 75.224             | 13 Q               | 80.571               | 9                    | 80.571    | 9       |
| Дідерік ван Сілфхут                                                       | Arlando   | Індивідуальні | 75.900     | 13 Q       | 76.092             | 11 Q               | 79.535               | 11                   | 79.535    | 11      |
| Аделінде Корнеліссен Едвард Гал Ганс Петер Міндергауд Дідерік ван Сілфхут | Див. вище | Команда       | 76.043     | 4 Q        | 74.991             | 4                  | Н/Д                  | Н/Д                  | 74.991    | 4       |

### Триборство
| Спортсмен                                                | Кінь          | Дисципліна    | Виїздка      | Виїздка | Крос         | Крос       | Крос       | Конкур          | Конкур          | Конкур          | Конкур          | Конкур          | Конкур          | Загалом         | Загалом         |
| Спортсмен                                                | Кінь          | Дисципліна    | Виїздка      | Виїздка | Крос         | Крос       | Крос       | Кваліфікація    | Кваліфікація    | Кваліфікація    | Фінал           | Фінал           | Фінал           | Загалом         | Загалом         |
| Спортсмен                                                | Кінь          | Дисципліна    | Штрафні очки | Місце   | Штрафні очки | Загалом    | Місце      | Штрафні очки    | Загалом         | Місце           | Штрафні очки    | Загалом         | Місце           | Штрафні очки    | Місце           |
| -------------------------------------------------------- | ------------- | ------------- | ------------ | ------- | ------------ | ---------- | ---------- | --------------- | --------------- | --------------- | --------------- | --------------- | --------------- | --------------- | --------------- |
| Мерел Блом                                               | Rumour Has It | Індивідуальні | 54.40        | 53      | 12.00        | 66.40      | 20         | 2.00            | 68.40           | 19 Q            | 8.00            | 76.40           | 19              | 76.40           | 19              |
| Тім Ліпс                                                 | Bayro         | Індивідуальні | 46.00        | 20      | 28.00        | 74.00      | 25         | 8.00            | 82.00           | 23 Q            | 0.00            | 82.00           | 21              | 82.00           | 21              |
| Еліс Набер-Лоземан                                       | Peter Parker  | Індивідуальні | 46.20        | 21      | 52.00        | 98.20      | 32         | 4.00            | 102.20          | 32              | Завершив виступ | Завершив виступ | Завершив виступ | 102.20          | 32              |
| Тео ван де Вендел                                        | Zindane       | Індивідуальні | 65.70 #      | 64      | Eliminated   | Eliminated | Eliminated | Завершив виступ | Завершив виступ | Завершив виступ | Завершив виступ | Завершив виступ | Завершив виступ | Завершив виступ | Завершив виступ |
| Мерел Блом Тім Ліпс Еліс Набер-Лоземан Тео ван де Вендел | Див. вище     | Команда       | 146.60       | 11      | 92.00        | 238.60     | 5          | 14.00           | 252.60          | 6               | Н/Д             | Н/Д             | Н/Д             | 252.60          | 6               |

"#" позначає, що очки цього вершника не входять до заліку командного змагання, оскільки зараховуються лише результати трьох найкращих вершників.

### Конкур
| Спортсмен                                                      | Кінь         | Дисципліна    | Кваліфікація | Кваліфікація | Кваліфікація | Кваліфікація | Кваліфікація | Кваліфікація | Кваліфікація | Кваліфікація | Фінал           | Фінал           | Фінал           | Фінал           | Фінал           | Загалом         | Загалом         |
| Спортсмен                                                      | Кінь         | Дисципліна    | Раунд 1      | Раунд 1      | Раунд 2      | Раунд 2      | Раунд 2      | Раунд 3      | Раунд 3      | Раунд 3      | Фінал A         | Фінал A         | Фінал B         | Фінал B         | Фінал B         | Загалом         | Загалом         |
| Спортсмен                                                      | Кінь         | Дисципліна    | Штрафні очки | Місце        | Штрафні очки | Загалом      | Місце        | Штрафні очки | Загалом      | Місце        | Штрафні очки    | Місце           | Штрафні очки    | Загалом         | Місце           | Штрафні очки    | Місце           |
| -------------------------------------------------------------- | ------------ | ------------- | ------------ | ------------ | ------------ | ------------ | ------------ | ------------ | ------------ | ------------ | --------------- | --------------- | --------------- | --------------- | --------------- | --------------- | --------------- |
| Єрун Дуббелдам                                                 | Zenith       | Індивідуальні | 4            | =27 Q        | 0            | 4            | =15 Q        | 5            | 9            | =23 Q        | 0               | =1 Q            | 1               | 1               | =10             | 1               | =10             |
| Гаррі Смолдерс                                                 | Emerald      | Індивідуальні | 0            | =1 Q         | 0            | 0            | =1 Q         | 12           | 12           | =31 Q        | 4               | =16 Q           | DNS             | DNS             | DNS             | DNF             | 27              |
| Майкел ван дер Влетен                                          | Verdi        | Індивідуальні | 0            | =1 Q         | 0            | 0            | =1 Q         | 1            | 1            | =2 Q         | 4               | =16 Q           | 5               | 9               | =18             | 9               | =18             |
| Юр Врілінг                                                     | Zirocco Blue | Індивідуальні | DSQ #        | TO           | DSQ #        | TO           | TO           | DNS #        | TO           | TO           | Завершив виступ | Завершив виступ | Завершив виступ | Завершив виступ | Завершив виступ | Завершив виступ | Завершив виступ |
| Єрун Дуббелдам Гаррі Смолдерс Майкел ван дер Влетен Юр Врілінг | Див. вище    | Команда       | 4            | =3 Q         | Н/Д          | Н/Д          | Н/Д          | Н/Д          | Н/Д          | Н/Д          | 0               | =1 Q            | 18              | 18              | =7              | 18              | =7              |

"TO" позначає, що вершник кваліфікувався тільки в командні змагання. "#" позначає, що очки цього вершника не входять до заліку командного змагання, оскільки зараховуються лише результати трьох найкращих вершників.

## Фехтування
| Спортсмен     | Дисципліна                     | 1/32 фіналу        | 1/16 фіналу         | 1/8 фіналу         | Чвертьфінал        | Півфінал           | Фінал / БМ         | Фінал / БМ      |
| Спортсмен     | Дисципліна                     | Суперник Результат | Суперник Результат  | Суперник Результат | Суперник Результат | Суперник Результат | Суперник Результат | Місце           |
| ------------- | ------------------------------ | ------------------ | ------------------- | ------------------ | ------------------ | ------------------ | ------------------ | --------------- |
| Бас Вервейлен | індивідуальна шпага (чоловіки) | Bye                | Авдєєв (RUS) L 9–15 | Завершив виступ    | Завершив виступ    | Завершив виступ    | Завершив виступ    | Завершив виступ |

## Хокей на траві
Підсумок

Легенда:
- FT – Після основного часу.
- P – Долю матчу вирішило пробиття пенальті.

| Команда             | Дисципліна       | Груповий етап      | Груповий етап        | Груповий етап      | Груповий етап       | Груповий етап      | Груповий етап | Чвертьфінал        | Півфінал                 | Фінал / БМ                     | Фінал / БМ |
| Команда             | Дисципліна       | Суперник Результат | Суперник Результат   | Суперник Результат | Суперник Результат  | Суперник Результат | Місце         | Суперник Результат | Суперник Результат       | Суперник Результат             | Місце      |
| ------------------- | ---------------- | ------------------ | -------------------- | ------------------ | ------------------- | ------------------ | ------------- | ------------------ | ------------------------ | ------------------------------ | ---------- |
| Netherlands men's   | чоловічий турнір | Аргентина D 3–3    | Ірландія W 5–0       | Канада W 7–0       | Індія W 2–1         | Німеччина L 1–2    | 2 Q           | Австралія W 4–0    | Бельгія L 1–3            | Німеччина L 3–4P FT: 1–1       | 4          |
| Netherlands women's | жіночий турнір   | Іспанія W 5–0      | Південна Корея W 4–0 | КНР W 1–0          | Нова Зеландія D 1–1 | Німеччина W 2–0    | 1 Q           | Аргентина W 3–2    | Німеччина W 4–3P FT: 1–1 | Велика Британія L 0–2P FT: 3–3 | 2          |

### Чоловічий турнір
Склад команди
Шаблон:Склад чоловічої збірної Нідерландів з хокею на траві на літніх Олімпійських іграх 2016
Груповий етап
Шаблон:Підсумкова таблиця в групі B чоловічого турніру з хокею на траві на літніх Олімпійських іграх 2016
Шаблон:Чоловічий турнір з хокею на траві на літніх Олімпійських іграх 2016, гра B1
Шаблон:Чоловічий турнір з хокею на траві на літніх Олімпійських іграх 2016, гра B4
Шаблон:Чоловічий турнір з хокею на траві на літніх Олімпійських іграх 2016, гра B9
Шаблон:Чоловічий турнір з хокею на траві на літніх Олімпійських іграх 2016, гра B10
Шаблон:Чоловічий турнір з хокею на траві на літніх Олімпійських іграх 2016, гра B14
Чвертьфінал
Шаблон:Чоловічий турнір з хокею на траві на літніх Олімпійських іграх 2016, гра C3
Півфінал
Шаблон:Чоловічий турнір з хокею на траві на літніх Олімпійських іграх 2016, гра D2
Матч за бронзову медаль
Шаблон:Чоловічий турнір з хокею на траві на літніх Олімпійських іграх 2016, гра E1

### Жіночий турнір
Склад команди
Шаблон:Склад жіночої збірної Нідерландів з хокею на траві на літніх Олімпійських іграх 2016
Груповий етап
Шаблон:Підсумкова таблиця в групі A жіночого турніру з хокею на траві на літніх Олімпійських іграх 2016
Шаблон:Жіночий турнір з хокею на траві на літніх Олімпійських іграх 2016, гра A2
Шаблон:Жіночий турнір з хокею на траві на літніх Олімпійських іграх 2016, гра A5
Шаблон:Жіночий турнір з хокею на траві на літніх Олімпійських іграх 2016, гра A9
Шаблон:Жіночий турнір з хокею на траві на літніх Олімпійських іграх 2016, гра A12
Шаблон:Жіночий турнір з хокею на траві на літніх Олімпійських іграх 2016, гра A13
Чвертьфінал
Шаблон:Жіночий турнір з хокею на траві на літніх Олімпійських іграх 2016, гра C4
Півфінал
Шаблон:Жіночий турнір з хокею на траві на літніх Олімпійських іграх 2016, гра D1
Гонка за золоту медаль
Шаблон:Жіночий турнір з хокею на траві на літніх Олімпійських іграх 2016, гра E2

## Гольф
| Спортсмен   | Дисципліна                        | Раунд 1 | Раунд 2 | Раунд 3 | Раунд 4 | Загалом | Пар | Місце |
| ----------- | --------------------------------- | ------- | ------- | ------- | ------- | ------- | --- | ----- |
| Йост Лаутен | індивідуальна першість (чоловіки) | 72      | 70      | 70      | 70      | 282     | −2  | =27   |

## Гімнастика

### Спортивна гімнастика
Чоловіки
Командна першість
| Спортсмен       | Дисципліна | Кваліфікація | Кваліфікація | Кваліфікація | Кваліфікація | Кваліфікація | Кваліфікація | Кваліфікація | Кваліфікація | Фінал  | Фінал  | Фінал  | Фінал  | Фінал           | Фінал           | Фінал           | Фінал           |                 |                 |                 |                 |
| Спортсмен       | Дисципліна | Вправа       | Вправа       | Вправа       | Вправа       | Вправа       | Вправа       | Загалом      | Місце        | Вправа | Вправа | Вправа | Вправа | Вправа          | Вправа          | Загалом         | Місце           |                 |                 |                 |                 |
| --------------- | ---------- | ------------ | ------------ | ------------ | ------------ | ------------ | ------------ | ------------ | ------------ | ------ | ------ | ------ | ------ | --------------- | --------------- | --------------- | --------------- | --------------- | --------------- | --------------- | --------------- |
| Спортсмен       | Дисципліна | Барт Деурлоо | Команда      | 14.000       | 14.200       | 14.266       | 14.858       | Загалом      | Місце        | 14.566 | 15.100 | 86.990 | 14 Q   | Завершив виступ | Завершив виступ | Завершив виступ | Завершив виступ | Завершив виступ | Завершив виступ | Завершив виступ | Завершив виступ |
| Юрі ван Гельдер | Н/Д        | Н/Д          | Команда      | 15.333 Q     | Н/Д          | Н/Д          | Н/Д          | Н/Д          | Н/Д          |        |        |        |        | Завершив виступ | Завершив виступ | Завершив виступ | Завершив виступ | Завершив виступ | Завершив виступ | Завершив виступ | Завершив виступ |
| Франк Рійкен    | 13.866     | 13.966       | Команда      | 13.700       | 14.200       | 14.500       | 14.033       | 84.265       | 33           |        |        |        |        | Завершив виступ | Завершив виступ | Завершив виступ | Завершив виступ | Завершив виступ | Завершив виступ | Завершив виступ | Завершив виступ |
| Джеффрі Ваммес  | 14.533     | 11.933       | Команда      | 12.941       | 14.900       | 14.333       | 14.066       | 82.706       | 40           |        |        |        |        | Завершив виступ | Завершив виступ | Завершив виступ | Завершив виступ | Завершив виступ | Завершив виступ | Завершив виступ | Завершив виступ |
| Епке Зондерланд | Н/Д        | Н/Д          | Н/Д          | Н/Д          | Н/Д          | 15.366 Q     | Н/Д          | Н/Д          |              |        |        |        |        | Завершив виступ | Завершив виступ | Завершив виступ | Завершив виступ | Завершив виступ | Завершив виступ | Завершив виступ | Завершив виступ |
| Загалом         | 42.399     | 40.099       | Команда      | 43.299       | 43.958       | 43.399       | 44.532       | 257.686      | 10           |        |        |        |        | Завершив виступ | Завершив виступ | Завершив виступ | Завершив виступ | Завершив виступ | Завершив виступ | Завершив виступ | Завершив виступ |

Індивідуальні фінали
| Спортсмен       | Дисципліна  | Вправа                            | Вправа                            | Вправа                            | Вправа                            | Вправа                            | Вправа                            | Загалом                           | Місце                             |        |        |        |    |
| --------------- | ----------- | --------------------------------- | --------------------------------- | --------------------------------- | --------------------------------- | --------------------------------- | --------------------------------- | --------------------------------- | --------------------------------- | ------ | ------ | ------ | -- |
| Спортсмен       | Дисципліна  | Барт Деурлоо                      | Абсолютна першість                | 14.666                            | 14.733                            | 14.633                            | 14.700                            | Загалом                           | Місце                             | 14.300 | 14.566 | 87.598 | 15 |
| Юрі ван Гельдер | Кільця      | Banned by NOC due to misbehaviour | Banned by NOC due to misbehaviour | Banned by NOC due to misbehaviour | Banned by NOC due to misbehaviour | Banned by NOC due to misbehaviour | Banned by NOC due to misbehaviour | Banned by NOC due to misbehaviour | Banned by NOC due to misbehaviour |        |        |        |    |
| Епке Зондерланд | Перекладина | Н/Д                               | Н/Д                               | Н/Д                               | Н/Д                               | Н/Д                               | 14.033                            | 14.033                            | 7                                 |        |        |        |    |

Жінки
Командна першість
| Спортсменка      | Дисципліна | Кваліфікація      | Кваліфікація | Кваліфікація | Кваліфікація | Кваліфікація | Кваліфікація | Фінал  | Фінал  | Фінал  | Фінал  | Фінал   | Фінал |        |        |        |        |     |     |
| Спортсменка      | Дисципліна | Вправа            | Вправа       | Вправа       | Вправа       | Загалом      | Місце        | Вправа | Вправа | Вправа | Вправа | Загалом | Місце |        |        |        |        |     |     |
| ---------------- | ---------- | ----------------- | ------------ | ------------ | ------------ | ------------ | ------------ | ------ | ------ | ------ | ------ | ------- | ----- | ------ | ------ | ------ | ------ | --- | --- |
| Спортсменка      | Дисципліна | Ейтора Торсдоттір | Команда      | 14.900       | 14.733       | Загалом      | Місце        | 14.300 | 13.633 | 57.566 | 7 Q    | Загалом | Місце | 15.000 | 14.733 | 14.566 | 13.900 | Н/Д | Н/Д |
| Селін ван Гернер | 13.766     | 14.533            | Команда      | 13.800       | 13.716       | 55.815       | 25           | Н/Д    | 14.400 | Н/Д    | 13.933 |         |       |        |        |        |        | Н/Д | Н/Д |
| Вера ван Пол     | 14.266     | Н/Д               | Н/Д          | 13.500       | Н/Д          | Н/Д          | 14.100       | Н/Д    | Н/Д    | Н/Д    |        |         |       |        |        |        |        | Н/Д | Н/Д |
| Ліке Веверс      | 13.966     | 14.600            | Команда      | 14.366       | 13.850       | 56.782       | 15 Q         | 13.933 | Н/Д    | 14.266 | 13.833 |         |       |        |        |        |        | Н/Д | Н/Д |
| Санне Веверс     | Н/Д        | 14.408            | Команда      | 15.066 Q     | Н/Д          | Н/Д          | Н/Д          | Н/Д    | 14.533 | 15.250 | Н/Д    |         |       |        |        |        |        | Н/Д | Н/Д |
| Загалом          | 43.132     | 43.866            | Команда      | 43.732       | 41.199       | 171.929      | 8 Q          | 43.033 | 43.666 | 44.082 | 41.666 | 172.447 | 7     |        |        |        |        |     |     |

Індивідуальні фінали
| Спортсмен    | Дисципліна | Вправа            | Вправа             | Вправа | Вправа | Загалом | Місце |        |        |        |   |
| ------------ | ---------- | ----------------- | ------------------ | ------ | ------ | ------- | ----- | ------ | ------ | ------ | - |
| Спортсмен    | Дисципліна | Ейтора Торсдоттір | Абсолютна першість | 14.833 | 14.200 | Загалом | Місце | 14.066 | 14.533 | 57.632 | 9 |
| Ліке Веверс  | 14.066     | 14.600            | Абсолютна першість | 13.066 | 14.133 | 55.865  | 20    |        |        |        |   |
| Санне Веверс | колода     | Н/Д               | Н/Д                | 15.466 | Н/Д    | 15.466  | 1     |        |        |        |   |

## Гандбол
Підсумок

Легенда:
- ET – Після додаткового часу
- P – долю матчу вирішила серія післяматчевих пенальті.

| Команда             | Дисципліна     | Груповий етап      | Груповий етап      | Груповий етап          | Груповий етап      | Груповий етап      | Груповий етап | Чвертьфінал        | Півфінал           | Фінал / БМ         | Фінал / БМ |
| Команда             | Дисципліна     | Суперник Результат | Суперник Результат | Суперник Результат     | Суперник Результат | Суперник Результат | Місце         | Суперник Результат | Суперник Результат | Суперник Результат | Місце      |
| ------------------- | -------------- | ------------------ | ------------------ | ---------------------- | ------------------ | ------------------ | ------------- | ------------------ | ------------------ | ------------------ | ---------- |
| Netherlands women's | жіночий турнір | Франція L 14–18    | Аргентина W 26–18  | Південна Корея D 32–32 | Швеція D 29–29     | Росія L 34–38      | 4 Q           | Бразилія W 32–23   | Франція L 23–24    | Норвегія L 26–36   | 4          |

### Жіночий турнір
Склад команди
Шаблон:Склад жіночої збірної Нідерландів з гандболу на літніх Олімпійських іграх 2016
Груповий етап
Шаблон:Підсумкова таблиця в групі B жіночого турніру з гандболу на літніх Олімпійських іграх 2016
Шаблон:Жіночий турнір з гандболу на літніх Олімпійських іграх 2016, гра B1
Шаблон:Жіночий турнір з гандболу на літніх Олімпійських іграх 2016, гра B6
Шаблон:Жіночий турнір з гандболу на літніх Олімпійських іграх 2016, гра B8
Шаблон:Жіночий турнір з гандболу на літніх Олімпійських іграх 2016, гра B10
Шаблон:Жіночий турнір з гандболу на літніх Олімпійських іграх 2016, гра B14
Чвертьфінал
Шаблон:Жіночий турнір з гандболу на літніх Олімпійських іграх 2016, гра C1
Півфінал
Шаблон:Жіночий турнір з гандболу на літніх Олімпійських іграх 2016, гра D1
Матч за бронзову медаль
Шаблон:Жіночий турнір з гандболу на літніх Олімпійських іграх 2016, гра E1

## Дзюдо
Чоловіки
| Спортсмен      | Категорія    | 1/32 фіналу        | 1/16 фіналу                     | 1/8 фіналу              | Чвертьфінали           | Півфінали          | Втішний поєдинок          | Фінал / БМ         | Фінал / БМ      |                 |
| Спортсмен      | Категорія    | Суперник Результат | Суперник Результат              | Суперник Результат      | Суперник Результат     | Суперник Результат | Суперник Результат        | Суперник Результат | Місце           |                 |
| -------------- | ------------ | ------------------ | ------------------------------- | ----------------------- | ---------------------- | ------------------ | ------------------------- | ------------------ | --------------- | --------------- |
| Єрун Моорен    | до 60 кг     | Bye                | Мудранов (RUS) L 000–002        | Завершив виступ         | Завершив виступ        | Завершив виступ    | Завершив виступ           | Завершив виступ    | Завершив виступ |                 |
| Декс Елмонт    | до 73 кг     | Bye                | Шаріпов (UZB) W 010–000         | Унгварі (HUN) L 000–100 | Завершив виступ        | Завершив виступ    | Завершив виступ           | Завершив виступ    | Завершив виступ |                 |
| Франк де Віт   | до 81 кг     | Bye                | Іванов (BUL) L 000–110          | Завершив виступ         | Завершив виступ        | Завершив виступ    | Завершив виступ           | Завершив виступ    | Завершив виступ |                 |
| Ноель вант Енд | до 90 кг     | Bye                | Лхагвасуренгійн (MGL) L 000–100 | Завершив виступ         | Завершив виступ        | Завершив виступ    | Завершив виступ           | Завершив виступ    | Завершив виступ |                 |
| Генк Грол      | до 100 кг    | Bye                | Рейєс (CAN) W 101–000           | Маре (FRA) L 000–001    | Завершив виступ        | Завершив виступ    | Завершив виступ           | Завершив виступ    | Завершив виступ | Завершив виступ |
| Рой Майєр      | понад 100 кг | Н/Д                | Ngokaba (CGO) W 100–000         | Kim S-m (KOR) W 101–000 | Сассон (ISR) L 000–010 | Завершив виступ    | R Silva (BRA) L 000–000 S | Завершив виступ    | 7               |                 |

Жінки
| Спортсменка      | Категорія   | 1/16 фіналу                | 1/8 фіналу                  | Чвертьфінали              | Півфінали           | Втішний поєдинок        | Фінал / БМ              | Фінал / БМ       |
| Спортсменка      | Категорія   | Суперниця Результат        | Суперниця Результат         | Суперниця Результат       | Суперниця Результат | Суперниця Результат     | Суперниця Результат     | Місце            |
| ---------------- | ----------- | -------------------------- | --------------------------- | ------------------------- | ------------------- | ----------------------- | ----------------------- | ---------------- |
| Санне Верхаген   | до 57 кг    | Дьєдью (SEN) W 100−000     | Сум'яа (MGL) L 000−000 S    | Завершила виступ          | Завершила виступ    | Завершила виступ        | Завершила виступ        | Завершила виступ |
| Аніка ван Емден  | до 63 кг    | Валькова (RUS) W 000−000 S | Шлезінгер (GBR) W 000−000 S | Агбеньєну (FRA) L 000−101 | Завершила виступ    | Хекер (AUT) W 001−000   | M Silva (BRA) W 001−000 | 3                |
| Кім Поллінг      | до 70 кг    | Bye                        | Татімото (JPN) L 001−002    | Завершила виступ          | Завершила виступ    | Завершила виступ        | Завершила виступ        | Завершила виступ |
| Мархінде Веркерк | до 78 кг    | Bye                        | Кастільйо (CUB) L 000−000 S | Завершила виступ          | Завершила виступ    | Завершила виступ        | Завершила виступ        | Завершила виступ |
| Тессі Савелкоулс | понад 78 кг | Bye                        | Ярьомка (UKR) W 101–000     | Ямабе (JPN) L 000–101     | Завершила виступ    | Kim M-j (KOR) L 000–102 | Завершила виступ        | 7                |

## Академічне веслування
Чоловіки
| Спортсмен | Дисципліна           | Заїзди  | Заїзди | Втішний заплив | Втішний заплив | Півфінали | Півфінали | Фінал   | Фінал |
| Спортсмен | Дисципліна           | Час     | Місце  | Час            | Місце          | Час       | Місце     | Час     | Місце |
| --- | -------------------- | ------- | ------ | -------------- | -------------- | --------- | --------- | ------- | ----- |
| Роель Браас Мітчел Стенман | Двійки               | 7:22.93 | 4 R    | 6:34.16        | 1 SA/B         | 6:26.94   | 4 FB      | 7:01.88 | 8     |
| Гарольд Ланген Петер ван Схі Вінсент ван дер Вант Говерт Віргевер                                                                          | Четвірки             | 6:00.55 | 3 SA/B | Bye            | Bye            | 6:21.04   | 3 FA      | 6:08.38 | 5     |
| Йоріс Пійс Тім Хейброк Йорт ван Геннеп Бйорн ван дер Енде                                                                                  | Четвірки, легка вага | 6:07.88 | 3 SA/B | Bye            | Bye            | 6:12.87   | 5 FB      | 6:37.28 | 11    |
| Дірк Уттенбогаард Боаз Мейлінк Кай Гендрікс Будевейн Реель Олів'є Зігелар Тоні Вітен Мехіл Верслейс Роберт Люккен Петер Вірсум (стерновий) | Eight                | 5:36.16 | 2 R    | 5:52.95        | 2 FA           | Н/Д       | Н/Д       | 5:31.59 | 3     |

Жінки
| Спортсменка | Дисципліна               | Заїзди  | Заїзди | Втішний заплив | Втішний заплив | Півфінали | Півфінали | Фінал   | Фінал |
| Спортсменка | Дисципліна               | Час     | Місце  | Час            | Місце          | Час       | Місце     | Час     | Місце |
| --- | ------------------------ | ------- | ------ | -------------- | -------------- | --------- | --------- | ------- | ----- |
| Алетта Йоррітсма Карін Робберс | Двійки                   | 7:23.10 | 5 R    | 8:03.07        | 5 FC           | Н/Д       | Н/Д       | 8:23.61 | 13    |
| Майке Гед Ілсе Пауліс | Парні двійки, легка вага | 6:57.28 | 1 SA/B | Bye            | Bye            | 7:13.93   | 1 FA      | 7:04.73 | 1     |
| Шанталь Ахтерберг Ніколь Беукерс Карліне Боу Інге Янссен                                                                                     | Парні четвірки           | 6:38.58 | 3 R    | 6:24.61        | 1 FA           | Н/Д       | Н/Д       | 6:50.33 | 2     |
| Віанка ван Дорп Клаудія Бельдербос Ліс Рустенбург Йосе ван Вен Еллен Гоґерверф Софі Сауер Моніка Ланц Олівія ван Роєн Ае-Рі Норт (стерновий) | Eight                    | 6:14.36 | 2 R    | 6:35.96        | 4 FA           | Н/Д       | Н/Д       | 6:08.37 | 6     |

Пояснення до кваліфікації: FA=Фінал A (за медалі); FB=Фінал B (не за медалі); FC=Фінал C (не за медалі); FD=Фінал D (не за медалі); FE=Фінал E (не за медалі); FF=Фінал F (не за медалі); SA/B=Півфінали A/B; SC/D=Півфінали C/D; SE/F=Півфінали E/F; QF=Чвертьфінали; R=Потрапив у втішний заплив

## Вітрильний спорт
Чоловіки
| Спортсмен                | Дисципліна | Заплив | Заплив | Заплив | Заплив | Заплив | Заплив | Заплив | Заплив | Заплив | Заплив | Заплив | Заплив | Заплив | Очки | Підсумкове місце |
| Спортсмен                | Дисципліна | 1      | 2      | 3      | 4      | 5      | 6      | 7      | 8      | 9      | 10     | 11     | 12     | M*     | Очки | Підсумкове місце |
| ------------------------ | ---------- | ------ | ------ | ------ | ------ | ------ | ------ | ------ | ------ | ------ | ------ | ------ | ------ | ------ | ---- | ---------------- |
| Доріан ван Рейссельберге | RS:X       | 5      | 3      | 1      | 4      | 1      | 1      | 4      | 1      | 1      | 1      | 1      | 6      | 1      | 25   | 1                |
| Рутгер ван Шарденбург    | Лазер      | 3      | 21     | 24     | 8      | 1      | 4      | 22     | 4      | 21     | 24     | Н/Д    | Н/Д    | 5      | 118  | 9                |
| Пітер-Ян Постма          | Фінн       | 14     | 13     | 12     | 4      | 4      | 5      | 14     | 1      | 19     | 24     | Н/Д    | Н/Д    | 9      | 105  | 10               |

Жінки
| Спортсменка                        | Дисципліна   | Заплив | Заплив | Заплив | Заплив | Заплив | Заплив | Заплив | Заплив | Заплив | Заплив | Заплив | Заплив | Заплив | Очки | Підсумкове місце |
| Спортсменка                        | Дисципліна   | 1      | 2      | 3      | 4      | 5      | 6      | 7      | 8      | 9      | 10     | 11     | 12     | M*     | Очки | Підсумкове місце |
| ---------------------------------- | ------------ | ------ | ------ | ------ | ------ | ------ | ------ | ------ | ------ | ------ | ------ | ------ | ------ | ------ | ---- | ---------------- |
| Ліліан де Гюйс                     | RS:X         | 3      | 4      | 14     | 3      | 3      | 7      | 15     | 19     | 5      | 2      | 7      | 5      | 1      | 70   | 4                |
| Маріт Боувместер                   | Лазер радіал | 6      | 4      | 14     | 4      | 1      | 6      | 6      | 13     | 5      | 2      | Н/Д    | Н/Д    | 7      | 61   | 1                |
| Афродіта Кіранаку Аннелус ван Веен | 470          | 15     | 2      | 8      | 8      | 14     | 4      | 11     | 2      | 3      | 7      | Н/Д    | Н/Д    | 2      | 63   | 4                |
| Аннемік Беккерінг Аннетт Дойц      | 49erFX       | 21     | 10     | 12     | 3      | 8      | 3      | 5      | 7      | 13     | 11     | 3      | 10     | 6      | 97   | 7                |

Змішаний
| Спортсмен                   | Дисципліна | Заплив | Заплив | Заплив | Заплив | Заплив | Заплив | Заплив | Заплив | Заплив | Заплив | Заплив | Заплив | Заплив | Очки | Підсумкове місце |
| Спортсмен                   | Дисципліна | 1      | 2      | 3      | 4      | 5      | 6      | 7      | 8      | 9      | 10     | 11     | 12     | M*     | Очки | Підсумкове місце |
| --------------------------- | ---------- | ------ | ------ | ------ | ------ | ------ | ------ | ------ | ------ | ------ | ------ | ------ | ------ | ------ | ---- | ---------------- |
| Коен де Конінг Менді Мюлдер | Nacra 17   | 5      | 11     | 21     | 11     | 7      | 14     | 7      | 21     | 6      | 14     | 3      | 13     | EL     | 112  | 14               |

M = Медальний заплив; EL = Вибув – не потрапив до медального запливу

## Плавання
Чоловіки
| Спортсмен                                                                     | Дисципліна                        | Попередній заплив | Попередній заплив | Півфінал        | Півфінал        | Фінал           | Фінал           |
| Спортсмен                                                                     | Дисципліна                        | Час               | Місце             | Час             | Місце           | Час             | Місце           |
| ----------------------------------------------------------------------------- | --------------------------------- | ----------------- | ----------------- | --------------- | --------------- | --------------- | --------------- |
| Себастіан Версхюрен                                                           | 100 м вільним стилем              | 48.51             | 12 Q              | 48.28           | 10              | Завершив виступ | Завершив виступ |
| Діон Дресенс                                                                  | 200 м вільним стилем              | 1:47.76           | 27                | Завершив виступ | Завершив виступ | Завершив виступ | Завершив виступ |
| Себастіан Версхюрен                                                           | 200 м вільним стилем              | 1:46.32           | 8 Q               | 1:46.34         | 11              | Завершив виступ | Завершив виступ |
| Мартен Бжосковський                                                           | 400 м вільним стилем              | 3:48.00           | 18                | Н/Д             | Н/Д             | Завершив виступ | Завершив виступ |
| Йорі Верлінден                                                                | 100 м батерфляєм                  | 52.48             | 22                | Завершив виступ | Завершив виступ | Завершив виступ | Завершив виступ |
| Мартен Бжосковський Діон Дресенс Бен Схвітерс Кайл Стольк Себастіан Версхюрен | Естафета 4 × 200 м вільним стилем | 7:09.16           | 8 Q               | Н/Д             | Н/Д             | 7:09.10         | 7               |
| Феррі Вертман                                                                 | 10 км                             | Н/Д               | Н/Д               | Н/Д             | Н/Д             | 1:52:59.8       | 1               |

Жінки
| Спортсменка                                                                      | Дисципліна                        | Попередній заплив | Попередній заплив | Півфінал         | Півфінал         | Фінал            | Фінал            |
| Спортсменка                                                                      | Дисципліна                        | Час               | Місце             | Час              | Місце            | Час              | Місце            |
| -------------------------------------------------------------------------------- | --------------------------------- | ----------------- | ----------------- | ---------------- | ---------------- | ---------------- | ---------------- |
| Інґе Деккер                                                                      | 50 м вільним стилем               | 24.77             | =13 Q             | 25.31            | 16               | Завершила виступ | Завершила виступ |
| Раномі Кромовідьойо                                                              | 50 м вільним стилем               | 24.57             | =8 Q              | 24.39            | 3 Q              | 24.19            | 6                |
| Фемке Гемскерк                                                                   | 100 м вільним стилем              | 54.63             | 20                | Завершила виступ | Завершила виступ | Завершила виступ | Завершила виступ |
| Раномі Кромовідьойо                                                              | 100 м вільним стилем              | 53.43             | 4 Q               | 53.42            | 7 Q              | 53.08            | 5                |
| Фемке Гемскерк                                                                   | 200 м вільним стилем              | 1:57.68           | 15 Q              | 1:57.82          | 16               | Завершила виступ | Завершила виступ |
| Робін Нойманн                                                                    | 200 м вільним стилем              | 1:59.23           | 26                | Завершила виступ | Завершила виступ | Завершила виступ | Завершила виступ |
| Шарон ван Раувендал                                                              | 400 м вільним стилем              | 4:11.44           | 19                | Н/Д              | Н/Д              | Завершила виступ | Завершила виступ |
| Шарон ван Раувендал                                                              | 800 м вільним стилем              | DNS               | DNS               | Н/Д              | Н/Д              | Завершила виступ | Завершила виступ |
| Кіра Туссен                                                                      | 100 м на спині                    | 1:01.17           | 18                | Завершила виступ | Завершила виступ | Завершила виступ | Завершила виступ |
| Марріт Стінберген                                                                | 200 м комплексом                  | 2:16.59           | 34                | Завершила виступ | Завершила виступ | Завершила виступ | Завершила виступ |
| Інґе Деккер Фемке Гемскерк Раномі Кромовідьойо Мод ван дер Мер Марріт Стінберген | Естафета 4 × 100 м вільним стилем | 3:35.94           | 5 Q               | Н/Д              | Н/Д              | 3:33.81          | 4                |
| Фемке Гемскерк Андреа Кнепперс Робін Нойманн Марріт Стінберген Esmee Vermeulen   | Естафета 4 × 200 м вільним стилем | 7:58.74           | 14                | Н/Д              | Н/Д              | Завершила виступ | Завершила виступ |
| Шарон ван Раувендал                                                              | 10 км                             | Н/Д               | Н/Д               | Н/Д              | Н/Д              | 1:56:32.1        | 1                |

## Настільний теніс
| Спортсмен                    | Дисципліна                | Попередній раунд   | Раунд 1            | Раунд 2                | Раунд 3            | 1/8 фіналу          | Чвертьфінали       | Півфінали          | Фінал / БМ         | Фінал / БМ       |
| Спортсмен                    | Дисципліна                | Суперник Результат | Суперник Результат | Суперник Результат     | Суперник Результат | Суперник Результат  | Суперник Результат | Суперник Результат | Суперник Результат | Місце            |
| ---------------------------- | ------------------------- | ------------------ | ------------------ | ---------------------- | ------------------ | ------------------- | ------------------ | ------------------ | ------------------ | ---------------- |
| Li Jiao                      | одиночний розряд (жінки)  | Bye                | Bye                | Саветтабут (THA) W 4–2 | Liu J (AUT) L 1–4  | Завершила виступ    | Завершила виступ   | Завершила виступ   | Завершила виступ   | Завершила виступ |
| Li Jie                       | одиночний розряд (жінки)  | Bye                | Bye                | Bye                    | Li X (FRA) L 3–4   | Завершив виступ     | Завершив виступ    | Завершив виступ    | Завершив виступ    | Завершив виступ  |
| Britt Eerland Li Jiao Li Jie | командна першість (жінки) | Н/Д                | Н/Д                | Н/Д                    | Н/Д                | Австрія (AUT) L 1–3 | Завершила виступ   | Завершила виступ   | Завершила виступ   | Завершила виступ |

## Тхеквондо
| Спортсмен    | Категорія           | 1/8 фіналу         | Чвертьфінали             | Півфінали          | Втішний поєдинок   | Фінал / БМ         | Фінал / БМ       |
| Спортсмен    | Категорія           | Суперник Результат | Суперник Результат       | Суперник Результат | Суперник Результат | Суперник Результат | Місце            |
| ------------ | ------------------- | ------------------ | ------------------------ | ------------------ | ------------------ | ------------------ | ---------------- |
| Решмі Оогінк | понад 67 кг (жінки) | Сорн (CAM) W 7–1   | Галловей (USA) L 1–1 SUP | Завершила виступ   | Завершила виступ   | Завершила виступ   | Завершила виступ |

## Теніс
| Спортсмен                    | Дисципліна                  | 1/32 фіналу                  | 1/16 фіналу                     | 1/8 фіналу                                          | Чвертьфінали       | Півфінали          | Фінал / БМ         | Фінал / БМ       |
| Спортсмен                    | Дисципліна                  | Суперник Результат           | Суперник Результат              | Суперник Результат                                  | Суперник Результат | Суперник Результат | Суперник Результат | Місце            |
| ---------------------------- | --------------------------- | ---------------------------- | ------------------------------- | --------------------------------------------------- | ------------------ | ------------------ | ------------------ | ---------------- |
| Robin Haase                  | одиночний розряд (чоловіки) | Sousa (POR) L 1–6, 5–7       | Завершив виступ                 | Завершив виступ                                     | Завершив виступ    | Завершив виступ    | Завершив виступ    | Завершив виступ  |
| Robin Haase Жан-Жульєн Роєр  | Парний розряд (чоловіки)    | Н/Д                          | López / Надаль (ESP) L 4–6, 4–6 | Завершив виступ                                     | Завершив виступ    | Завершив виступ    | Завершив виступ    | Завершив виступ  |
| Кікі Бертенс                 | одиночний розряд (жінки)    | Еррані (ITA) L 6–4, 4–6, 3–6 | Завершила виступ                | Завершила виступ                                    | Завершила виступ   | Завершила виступ   | Завершила виступ   | Завершила виступ |
| Кікі Бертенс Жан-Жульєн Роєр | Змішаний парний розряд      | Н/Д                          | Н/Д                             | V Williams / Рам (USA) L 7–6(7–4), 6–7(3–7), [8–10] | Завершив виступ    | Завершив виступ    | Завершив виступ    | Завершив виступ  |

## Тріатлон
| Спортсмен     | Дисципліна | Плавання, 1,5 км | Перехід 1 | Велосипед, 40 км | Перехід 2 | Біг, 10 км | Загалом Time | Місце |
| ------------- | ---------- | ---------------- | --------- | ---------------- | --------- | ---------- | ------------ | ----- |
| Рахель Кламер | жінки      | 19:10            | 1:00      | 1:01:19          | 0:48      | 36:38      | 1:58:55      | 10    |

## Волейбол

### Пляжний
| Спортсмен                               | Дисципліна | Груповий етап | Місце | 1/8 фіналу                                           | Чвертьфінали                                        | Півфінали                                                 | Фінал / БМ                                          | Фінал / БМ      |
| Спортсмен                               | Дисципліна | Суперник Результат | Місце | Суперник Результат                                   | Суперник Результат                                  | Суперник Результат                                        | Суперник Результат                                  | Місце           |
| --------------------------------------- | ---------- | --- | ----- | ---------------------------------------------------- | --------------------------------------------------- | --------------------------------------------------------- | --------------------------------------------------- | --------------- |
| Александер Броувер Роберт Меувсен       | Чоловіки   | Pool B Барсук – Лямін (RUS) W 2 – 0 (21–15, 21–14) Бекерманн – Флюгген (GER) W 2 – 1 (21–19, 17–21, 16–14) Кантор – Лосяк (POL) W 2 – 0 (21–19, 21–19)                    | 1 Q   | Сакстон – Шальк (CAN) W 2 – 0 (21–12, 21–15)         | Нуммердор – Варенгорст (NED) W 2 – 0 (25–23, 21–17) | Серутті – Бруно Шмідт (BRA) L 1 – 2 (17–21, 23–21, 16–14) | Красильников – Семенов (RUS) W 2 – 0 (23–21, 22–20) | 3               |
| Рейндер Нуммердор Крістіан Варенгорст   | Чоловіки   | Pool E E. Grimalt – M. Grimalt (CHI) W 2 – 0 (21–16, 21–13) Фіялек – Прудель (POL) W 2 – 1 (21–17, 19–21, 15–9) Красильников – Семенов (RUS) L 1 – 2 (15–21, 21–14, 9–15) | 2 Q   | Онтіверос – Вірхен (MEX) W 2 – 0 (21–18, 21–15)      | Броувер – Меувсен (NED) 0L 0 – 2 (23–25, 17–21)     | Завершив виступ                                           | Завершив виступ                                     | Завершив виступ |
| Марлен ван Лерсель Маделейн Меппелінк   | жінки      | Група F Agudo – Перес (VEN) W 2 – 0 (21–17, 21–11) Alfaro – Charles (CRC) W 2 – 0 (21–16, 21–16) Боуден – Кленсі (AUS) L 1 – 2 (25–27, 21–18, 14–16)                      | 2 Q   | Гайдріх – Цумкер (SUI) L 1 – 2 (21–19, 13–21, 10–15) | Завершив виступ                                     | Завершив виступ                                           | Завершив виступ                                     | Завершив виступ |
| Sophie van Gestel Jantine van der Vlist | жінки      | Pool E Бенслі – Паван (CAN) L 0 – 2 (15–21, 17–21) Боргер – Бюте (GER) L 0 – 2 (19–21, 14–21) Гайдріх – Цумкер (SUI) L 1 – 2 (21–17, 11–21, 8–15)                         | 4     | Завершив виступ                                      | Завершив виступ                                     | Завершив виступ                                           | Завершив виступ                                     | Завершив виступ |

### У приміщенні

#### Жіночий турнір
Склад команди
Шаблон:Склад жіночої збірної Нідерландів з волейболу на літніх Олімпійських іграх 2016
Груповий етап
Шаблон:Підсумкова таблиця в групі B жіночого турніру з волейболу на літніх Олімпійських іграх 2016
Шаблон:Жіночий турнір з волейболу на літніх Олімпійських іграх 2016, гра B1
Шаблон:Жіночий турнір з волейболу на літніх Олімпійських іграх 2016, гра B5
Шаблон:Жіночий турнір з волейболу на літніх Олімпійських іграх 2016, гра B8
Шаблон:Жіночий турнір з волейболу на літніх Олімпійських іграх 2016, гра B12
Шаблон:Жіночий турнір з волейболу на літніх Олімпійських іграх 2016, гра B13
Чвертьфінал
Шаблон:Жіночий турнір з волейболу на літніх Олімпійських іграх 2016, гра C1
Півфінал
Шаблон:Жіночий турнір з волейболу на літніх Олімпійських іграх 2016, гра D1
Матч за бронзову медаль
Шаблон:Жіночий турнір з волейболу на літніх Олімпійських іграх 2016, гра E1

## Боротьба
Легенда:
- VT – Перемога на туше.
- PP – Перемога за очками – з технічними очками в того, хто програв.
- PO – Перемога за очками – без технічних очок в того, хто програв.
- ST – Перемога за очками – без технічних очок в того, хто програв and a margin of victory of at least 8 (Greco-Roman) or 10 (freestyle) points.

Жінки
| Спортсменка     | Категорія | Кваліфікація        | 1/8 фіналу             | Чвертьфінал         | Півфінал            | Втішний поєдинок 1  | Втішний поєдинок 2  | Фінал / БМ          | Фінал / БМ |
| Спортсменка     | Категорія | Суперниця Результат | Суперниця Результат    | Суперниця Результат | Суперниця Результат | Суперниця Результат | Суперниця Результат | Суперниця Результат | Місце      |
| --------------- | --------- | ------------------- | ---------------------- | ------------------- | ------------------- | ------------------- | ------------------- | ------------------- | ---------- |
| Джессіка Блажка | до 48 кг  | Bye                 | Аугелло (USA) L 0–3 PO | Завершила виступ    | Завершила виступ    | Завершила виступ    | Завершила виступ    | Завершила виступ    | 15         |